# Arnold Güttsches
Friedrich Arnold Güttsches (* 27. Mai 1904 in Krefeld; † 6. Mai 1975 in Köln) war von 1960 bis 1969 Direktor des Historischen Archives der Stadt Köln.

## Biografie
Nach dem Abitur studierte Güttsches Rechtswissenschaften in Bonn, danach Geschichte und Germanistik in Köln. Ab 1932 arbeitete er als wissenschaftlicher Assistent am Historischen Archiv der Stadt Köln. Beförderungen scheiterten am Einspruch der NSDAP.
Im Zweiten Weltkrieg war Güttsches als Mitarbeiter des Archivleiters Erich Kuphal an der Auslagerung der Archivbestände und wichtiger Kulturgüter der Stadt Köln beteiligt, um sie vor der Zerstörung durch die alliierten Bombenangriffe zu schützen. So wurden auf sein Betreiben hin unter anderem die romanischen Holztüren von Sankt Maria im Capitol nach Schloss Crottorf im Siegerland ausgelagert.
1948 wurde er zum Stadtarchivar und 1960 zum Archivdirektor ernannt, 1969 ging er in den Ruhestand.
Güttsches übte hohe Ämter im Cartellverband der katholischen deutschen Studentenverbindungen aus; von 1957 bis 1963 war er Vorsitzender des CV-Altherrenbundes. Urmitglied war er bei der K.D.St.V. Ascania zu Bonn, deren Philistersenior er von 1948 bis 1958 war. 1956 war er an der Organisation des Kölner Katholikentages beteiligt. Güttsches war Träger des Gregoriusordens (1956) und des Bundesverdienstkreuzes 1. Klasse (1969).
Seit 1931 war Güttsches mit Maria Margareta Barbara Heinen verheiratet. Er starb 1975 im Alter von siebzig Jahren in einem Kölner Krankenhaus.

## Schriften (Auswahl)
- Die Generalvikare der Erzbischöfe von Köln bis zum Ausgang des Mittelalters. Köln-Kalk 1931.
- mit Robert Frohn (Hrsg.): Ausgewählte Quellen zur Kölner Stadtgeschichte. 6 Bde. Bachem, Köln 1958–1961.